# Bernhard Kuntz
Bernhard Kuntz (* 1958) ist ein deutscher Sachbuchautor.

## Leben
Kuntz studierte Pädagogik und arbeitete nach seinem Studium zunächst mehrere Jahre für Bildungseinrichtungen in Deutschland und den Niederlanden. Anschließend absolvierte er eine Ausbildung zum Redakteur und war freier Journalist für den Evangelischen Pressedienst sowie für die Frankfurter Rundschau und später Redakteur der Zeitschrift „management & seminar“. 1991 wechselte er zur Zeitschrift Wirtschaft & Weiterbildung. 1994 gründete er in Darmstadt ein Beratungsunternehmen und ist Geschäftsführer der Firma Die PRofilBerater.
Kuntz ist Autor mehrerer Fachbücher und zahlreicher Artikel zum Thema Bildungsmarketing und Dienstleistungsmarketing.

## Publikationen (Auswahl)
- Mit Karl und Norbert Kuntz: 	Die private Rente. dtv Verlagsgesellschaft 1992, München, ISBN 978-3-423-05849-0
- Die Katze im Sack verkaufen: Wie Sie Bildung und Beratung mit System vermarkten. ManagerSeminare Verlag 2004, Bonn, ISBN 978-3-936075-19-9
- Fette Beute für Trainer und Berater. ManagerSeminare Verlag 2006, Bonn, ISBN 978-3-936075-43-4
- Warum kennt den jeder?. ManagerSeminare Verlag 2008, Bonn, ISBN 978-3-936075-75-5
- Mit PR auf Kundenfang: Pressearbeit für Einzelkämpfer, Dienstleister und beratende Berufe. Businessvillage Verlag 2010, Göttingen, ISBN 978-3-938358-67-2